# Nemzeti Bajnokság I 1970
L'edizione 1970 del Nemzeti Bajnokság I vide la vittoria finale dell'Újpesti Dózsa, che conquista il suo undicesimo titolo.
Capocannoniere del torneo fu Antal Dunai dell'Újpesti Dózsa con 14 reti.
In questa edizione il campionato è diviso in due fasi: nella prima le sedici squadre vengono divise in due gironi all'italiana di otto squadre ciascuno. Nella seconda, le squadre posizionatesi nella medesima posizione nei due gironi si affronteranno in incontri di andata e ritorno per stabilire la classifica finale: le due vincitrici lotteranno per il titolo, le due seconde per la terza posizione, e così via. Inoltre, nella stagione successiva ogni squadra riceverà dei punti extra in base alla classifica della prima fase: otto punti alle due prime, sette alle seconde, fino alle ottave con un punto a testa.

## Classifica prima fase

### Gruppo A
|   | Classifica             | G  | V  | N | P  | GF | GS | Dif | Pt |
| - | ---------------------- | -- | -- | - | -- | -- | -- | --- | -- |
| 1 | Újpesti Dózsa (C) (CU) | 14 | 11 | 1 | 2  | 37 | 13 | +24 | 23 |
| 2 | MTK                    | 14 | 8  | 2 | 4  | 19 | 12 | +7  | 18 |
| 3 | Vasas SC               | 14 | 7  | 4 | 3  | 19 | 13 | +6  | 18 |
| 4 | Diósgyőri VTK          | 14 | 7  | 4 | 3  | 16 | 13 | +3  | 18 |
| 5 | Tatabányai Bányász     | 14 | 4  | 4 | 6  | 15 | 17 | -2  | 12 |
| 6 | Videoton (N)           | 14 | 3  | 2 | 9  | 16 | 28 | -12 | 8  |
| 7 | Komlói Bányász         | 14 | 3  | 2 | 9  | 14 | 26 | -12 | 8  |
| 8 | Rába ETO               | 14 | 3  | 1 | 10 | 9  | 23 | -14 | 7  |

### Gruppo B
|   | Classifica          | G  | V | N | P | GF | GS | Dif | Pt |
| - | ------------------- | -- | - | - | - | -- | -- | --- | -- |
| 1 | Ferencváros         | 14 | 8 | 4 | 2 | 17 | 8  | +9  | 20 |
| 2 | Bp. Honvéd SE       | 14 | 8 | 2 | 4 | 26 | 9  | +17 | 18 |
| 3 | Csepel SC           | 14 | 6 | 5 | 3 | 18 | 6  | +12 | 17 |
| 4 | Pécsi Dózsa         | 14 | 6 | 4 | 4 | 18 | 11 | +7  | 16 |
| 5 | Dunaújvárosi Kohász | 14 | 4 | 4 | 6 | 15 | 22 | -7  | 12 |
| 6 | Haladás             | 14 | 3 | 5 | 6 | 13 | 22 | -9  | 11 |
| 7 | Salgótarjáni BTC    | 14 | 3 | 4 | 7 | 14 | 25 | -11 | 10 |
| 8 | SZEOL (N)           | 14 | 3 | 2 | 9 | 15 | 33 | -18 | 8  |

- (C) Campione nella stagione precedente
- (N) squadra neopromossa
- (CU) vince la Coppa di Ungheria

## Seconda fase
| Squadra 1          | Totale | Squadra 2           | Andata | Ritorno |
| ------------------ | ------ | ------------------- | ------ | ------- |
| Újpesti Dózsa      | 4-3    | Ferencvárosi TC     | 3-2    | 1-1     |
| Bp. Honvéd         | 6-2    | MTK                 | 3-1    | 3-1     |
| Vasas              | 5-2    | Csepel SC           | 4-0    | 1-2     |
| Pécsi Dózsa        | 9-4    | Diósgyőri VTK       | 4-1    | 5-3     |
| Tatabányai Bányász | 2-1    | Dunaújvárosi Kohász | 0-0    | 2-1     |
| Videoton           | 8-4    | Haladás             | 7-1    | 1-3     |
| Komlói Bányász     | 4-3    | Salgótarjáni BTC    | 3-1    | 1-2     |
| Szegedi EOL        | 3-3    | Rába ETO            | 0-2    | 3-1     |

### Verdetti
- Újpesti Dózsa campione d'Ungheria 1970.
- Nessuna retrocessione in Nemzeti Bajnokság II.